# جودیت کوریر
جودیت جپتوم کوریر (زاده ۱۲ دسامبر ۱۹۹۵) یک دونده ماراتن زنان از کنیا است.
کوریر در ماراتن ابوظبی ۲۰۲۱ با زمان ۲:۲۲:۳۰ قهرمان شد. او در ماراتن پاریس ۲۰۲۲ پیروز شد و یک رکورد جدید و بهترین رکورد زمان شخصی ۲:۱۹:۴۸ را ثبت کرد.
کوریر توسط کنیا برای شرکت در مسابقات جهانی دو و میدانی ۲۰۲۲ - ماراتن زنان انتخاب شد که در آن دوم شد و با بهترین زمان شخصی جدید ۲:۱۸:۲۰ به مدال نقره رسید.
کوریر در ماراتن لندن ۲۰۲۳ در جایگاه ششم قرار گرفت.

## بهترین‌های شخصی
- ۱۰ کیلومتر - ۳۳:۰۲ (الدورت ۲۰۱۹)
- نیمه ماراتن - ۱:۰۵:۲۸ (راس الخیمه ۲۰۲۲)
- ماراتن - ۲:۱۸:۲۰ (یوجین ۲۰۲۲)